# قائمة أبراج الولايات المتحدة

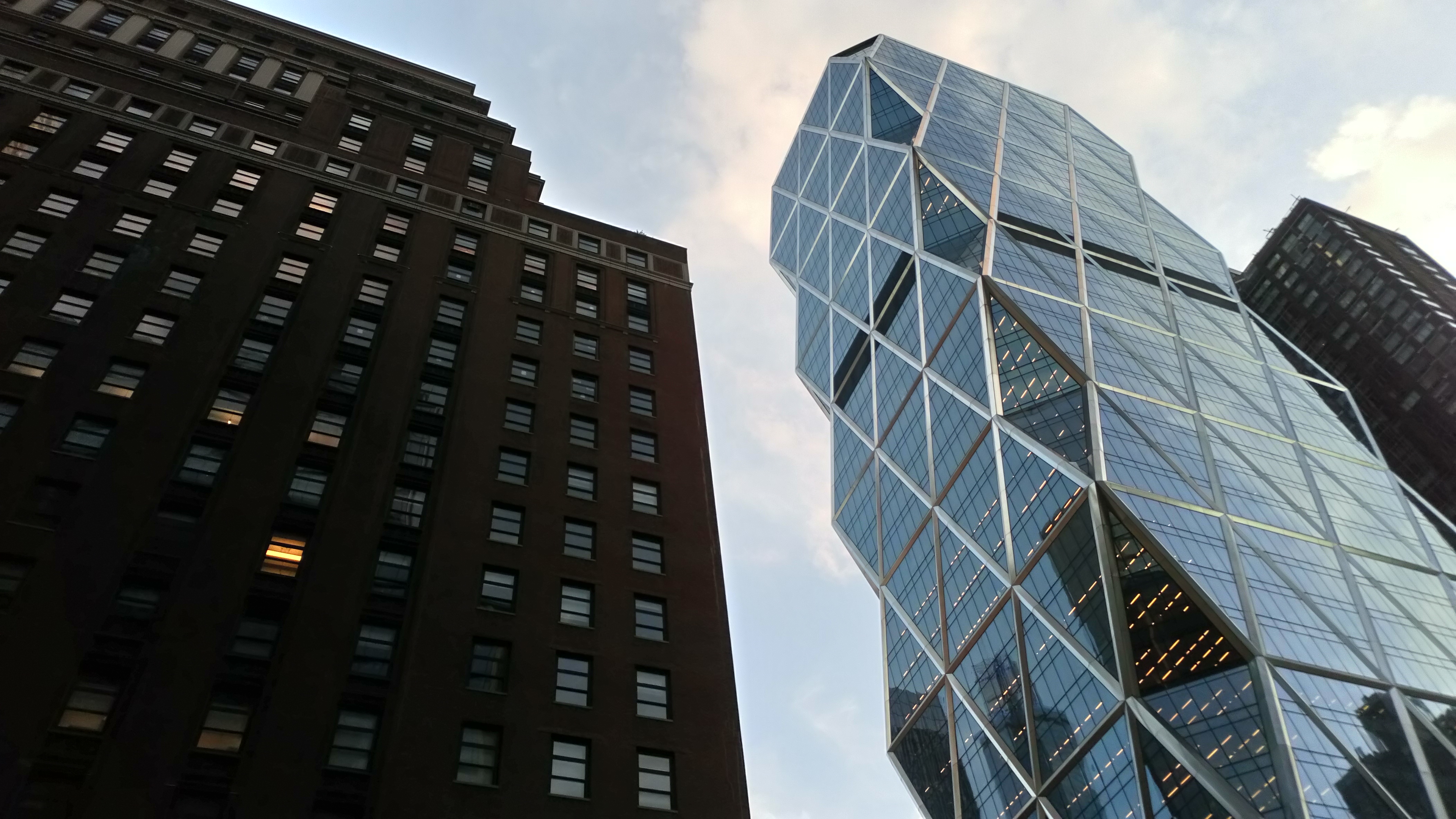
برج هيرست

البرج هو بناء مرتفع عن مستوى المباني السكنية، ينشأ لأهداف جمالية أو دفاعية أو كبرج للاتصالات الهاتفية وغيرها.

## قائمة أبراج الولايات المتحدة
تحتوي هذه القائمة على أسماء أبراج في الولايات المتحدة
- قاعة الاستقلال
- مبنى العبارة (سان فرانسيسكو)
- رج ميت لايف
- مبنى مجلس شيكاغو للتجارة
- برج هيرست
- مبنى كوند ناست
- الإبرة الفضائية
- نصب واشنطن
- مجمع ووترغيت
- برج ليليان كويت